# Christian, el león
Christian, el león es el título de un documental acerca de un león que, adquirido por los australianos John Rendall y Anthony "Ace" Bourke en los almacenes Harrods de Londres, Inglaterra, en 1969, fue reintroducido a su hábitat natural en África por el conservacionista George Adamson. Un año después de que Adamson liberara a Christian a la vida silvestre, sus antiguos propietarios decidieron ir en busca de él para ver si el león los reconocería. Lo hizo, y con él, dos leonas que aceptaron a los hombres de igual manera.

## Juventud
Christian fue adquirido originalmente por Harrods del, hoy extinto, zoológico del parque de Ilfracombe. Rendall recordaría más tarde que Harrods estaba dispuesto a vender al cachorro, porque este había escapado de su jaula una noche y destruido la mercancía del departamento de alfombras. Entonces, Rendall y Bourke compraron a Christian por 250 guineas.
Rendall y Bourke, junto con sus amigas Jennifer Mary Taylor y Unity Jones, cuidaron al león en su residencia de Londres hasta que tuvo un año de edad. Como el león crecía, fue trasladado a la trastienda de la tienda de muebles que ambos regentaban, llamada casualmente Sophistocat. Rendall y Bourke obtuvieron luego el permiso de un párroco local para dejar a Christian en el cementerio de su iglesia; también llevaban al león a la playa. A medida que Christian crecía, crecía también el costo de su mantenimiento; Rendall y Bourke entendieron que no podían dejarlo más tiempo en Londres. Bill Travers y Virginia McKenna, estrellas de la película Born Free, visitaron a Rendall en el almacén de muebles y conocieron a Christian. Entonces sugirieron que Bourke y Rendall pidieran la ayuda de George Adamson. Adamson, un keniano conservacionista junto con su esposa Joy (famosos por el caso de Elsa la Leona) accedieron a reintegrar a Christian en el medio natural en su complejo en el parque nacional Kora. Virginia McKenna escribe sobre esta historia en su autobiografía Los años de mi vida, publicada en marzo del 2009.
Adamson introdujo a Christian junto a un león macho más viejo, Boy, que había sido utilizado en la película Born Free y que también había tenido un papel destacado en el documental Los leones son gratuitos, y posteriormente a una hembra cachorro llamada Katania, con el fin de formar el núcleo de una nueva manada. La manada tuvo muchos contratiempos: Katania posiblemente fue devorada por los cocodrilos en un abrevadero, a otra hembra la mataron los leones salvajes, el cachorro fue herido de gravedad y, después de perder su capacidad de socializar con otros leones y seres humanos tras quedar malherido en la pelea, Boy fue sacrificado por Adamson, tras haber herido fatalmente a un asistente. Estos hechos dejaron a Christian como el único superviviente de la manada original. 
En el transcurso de un año, George Adamson continuó su trabajo y la manada se estableció en la región alrededor de Kora, con Christian a la cabeza de la manada comenzada por Boy.

## Reencuentros

### 1971
Cuando Rendall y Bourke supieron, por Adamson, que la reintroducción de Christian a la vida salvaje fue un éxito, viajaron a Kenia para visitar a Christian y se filmó así el documental Christian, el león, producido por World's End. Según el documental, Adamson creía que Christian no podría recordar a sus anteriores dueños Rendall y Bourke. La película muestra cómo el león, tras un primer momento de cautela, rápidamente salta alegremente hacia los dos hombres, de pie sobre sus patas traseras, envuelve sus patas delanteras alrededor de sus hombros, y les acaricia el rostro. El documental también muestra a las leonas, Mona y Lisa, y a un cachorro llamado Supercub, que les dan la bienvenida a los dos hombres.

### 1972
Rendall da detalles de la última reunión, que no fue filmada pero sí descrita en artículos publicados en periódicos en 1973 y 1974. Por este tiempo Christian defendía con éxito su propia manada, ya había cachorros y él tenía el doble del tamaño que tenía en el vídeo de la reunión anterior. Adamson dijo a Rendall que lo más probable es que el viaje sería tiempo perdido pues no había visto a Christian y su manada en nueve meses. Sin embargo, cuando llegó a Kora, Christian y su manada habían vuelto al recinto de Adamson el día antes de su llegada.
Rendall y George Adamson describen la visita:
Lo llamamos y él se levantó y comenzó a caminar hacia nosotros muy despacio. Entonces, como si se hubiera convencido de que éramos nosotros, corrió hacia nosotros, se tiró a nosotros, nos tocó otra vez, llamó a George y nos abrazó, como lo hacía antes, con sus patas sobre nuestros hombros.
El segundo encuentro se alargó hasta la mañana siguiente. Según Rendall, quien fue el último en ver a Christian,
George Adamson contó los días sin ver a Christian desde ese reencuentro final en la primavera de 1973. Anotó en su libro Mi orgullo y alegría que, después de 97 días, dejó de contar.

## Los medios de comunicación
En 1971, los propietarios de Christian publicaron su historia con el título Un león llamado Christian. Este libro se reeditó en 2009, tras la difusión de su historia en YouTube. El vídeo de la reunión de 1971, editado en documental, se publicó por primera vez en un sitio web de fanes en 2002. De allí fue recogido por un usuario de MySpace y luego fue publicado en YouTube, donde se convirtió en un vídeo viral y en sensación en todo el mundo, más de 30 años después del evento. En julio de 2009, varias versiones del vídeo se vieron millones de veces en YouTube, obteniendo una de ellas más de 15 millones de visitas. Varias fuentes de noticias ya han rastreado a Rendall y a Bourke para averiguar su opinión actual acerca de Christian.
En septiembre de 2008, Sony Pictures anunció que estaba interesada en la obtención de los derechos de la historia de la vida de Christian con el fin de hacer un largometraje.
En el 2010 se publicó un libro para niños acerca de Christian, Christian, el león de los abrazos, escrito por Justin Richardson y Peter Parnell e ilustrado por Amy June Bates. El libro fue nominado como finalista para el Premio Lambda 2010 de literatura para niños en la categoría Ficción para jóvenes.